# Kompleks Widowiskowo-Sportowy Kwidzyńskiego Centrum Sportu i Rekreacji
Kompleks Widowiskowo-Sportowy w Kwidzynie to wielofunkcyjny obiekt sportowy, w którym można rozgrywać mecze różnych dyscyplin sportowych. Oprócz hali, na terenie kompleksu znajdują się m.in. basen, pomieszczenia do gry w squasha czy siłownia.

## Położenie
Kompleks znajduje się w dzielnicy „Zacisze”, przy ulicy Wiejskiej i położony jest 350 metrów od stadionu miejskiego oraz 600 metrów od stacji paliw Shell. Tuż obok znajdują się powierzchnie sportowe stadionu m.in.do gry w piłkę nożną czy tenisa.

## Otwarcie hali
Otwarcie hali odbyło się 1 maja 2012 roku. Na otwarciu odbyła się m.in. gala bokserska, a uroczystego przecięcia wstęgi dokonali:poseł Jerzy Kozdroń oraz senator Leszek Czarnobaj. Na parkiecie wystąpili zespoły min.Kwidzyńskiego Stowarzyszenia Przyjaciół Tańca, Kwidzyńskiego Stowarzyszenia Miłośników Kultury i Tradycji Łowieckiej, Kwidzyńskiego Stowarzyszenia Bocce i Bowlingu, Klubu sportowego Capoeira Beribazu, Kwidzyńskiego Klubu Lekkoatletycznego „Rodło”, Lokalnej Fundacji Filantropijnej „Projekt” i wielu innych.